# Ust-Izhora
Ust-Izhora (en ruso: Усть-Ижо́ра) es una ciudad municipal en el raión de Kólpinsky de la ciudad federal de San Petersburgo (Rusia), situado en la confluencia de los ríos Izhora y Nevá, y está situada aproximadamente equidistante de San Petersburgo y Shlisselburg a unos 30 kilómetros del golfo de Finlandia en el oeste como del Lago de Ládoga en el noreste. Población: 1354 (censo de 2010); 1152 (censo de 2002); 1378 (censo de 1989).

## Historia
Se cree que el asentamiento marca la ubicación de la Batalla del Neva (15 de julio de 1240), cuando las débiles fuerzas dirigidas por el príncipe Alejandro Nevski Príncipe de Nóvgorod derrotaron a los suecos aquí y les impidieron avanzar más al sur hacia Ingria. Las crónicas hablan de una «gran batalla», en la que los hombres de Alejandro asaltaron y hundieron tres barcos suecos, y el propio Alejandro hirió a Birger Jarl, el comandante sueco.
Después de esta victoria en el Neva, el príncipe pasó a ser conocido como Alexander Nevski, esto es, Alejandro del Nevá. La Iglesia Ortodoxa Rusa finalmente lo canonizó y ahora es el santo patrón de San Petersburgo. Se construyó una iglesia en la orilla del Nevá en 1799 para conmemorar la famosa batalla. Cerca de la iglesia hay dos monumentos en honor a Alexander Nevski, en cuya memoria está dedicada la iglesia.